# Attiqullah Ludin
Attiqullah Ludin ist ein afghanischer Politiker. Er war von 2008 bis 2013 Gouverneur der Provinz Lugar.
Ludin genoss in den frühen 1970er-Jahren eine militärische Ausbildung in der afghanischen Armee und diente während der Regierungszeit von Mohammed Daoud Khan in den Streitkräften seines Heimatlandes. Nach dem Einmarsch der Sowjetunion 1979 floh er nach Pakistan.
Als Führer des Paschtunenstammes der Mashwani beteiligte sich Ludin gemeinsam mit Hamid Karzai 2001 an einer durch die USA unterstützten Erhebung gegen die Taliban. Er kommandierte nach dem Zusammenbruch des Talibanregimes zunächst das im Südwesten operierende 3. Afghanische Korps, das 2003 entwaffnet und aufgelöst wurde. General Ludin war 2004 Militärkommandant in der Provinz Lugar. 2009 war er Leiter der afghanischen Wahlbehörde.
Ludin wurde zum Gouverneur von Lugar ernannt, nachdem Abdullah Wardak, der seit 2007 Gouverneur von Lugar gewesen war, im September 2008 bei einem Sprengstoffattentat der Taliban ums Leben gekommen war. Ludin hatte das Amt für rund 5 Jahre inne. Im April 2013 wurde er von Arsala Jamal abgelöst, der seinerseits wenige Monate später bei einem Sprengstoffattentat ums Leben kam.